# サン＝ペレ
サン＝ペレ(Saint-Péray)は、フランス南東部オーヴェルニュ＝ローヌ＝アルプ地域圏アルデシュ県東部のコミューン。ヴァランスから5kmほどの距離にある。

## サンペレAOC
サン・ペレと、南隣のトゥロ村で造られている白ワインが、サン・ペレAOCである。赤ワインを生産するコルナス地区の南に当たる。